# Oaks d'Epsom
Groupe I
Les Oaks d'Epsom est une course hippique anglaise de Groupe I qui se court au mois de juin sur la distance de 2"423 mètres sur l'hippodrome d'Epsom Downs. L'allocation s'élève actuellement à £ 550 000.
Il s'agit d'une des courses de plat très prestigieuse, réservée aux pouliches de 3 ans. C'est le pendant anglais du Prix de Diane français et des Irish Oaks irlandaises.
C'est au cours d'un dîner que le Comte de Derby et quelques amis décident de faire une course dans le parc d'Oaks, dans la propriété du Comte. Nous sommes en 1779, et cette première édition de ce qui devient le Oaks d'Epsom est remporté par Bridget, le cheval du Comte.

## Records
- Nombre de victoires
  - jockey - Franck Buckle, 9 victoires
  - Entraineur - Robert Robson, 12 victoires
  - Propriétaire - Coolmore, 11 victoires
- Record de la course - 2'34"17, Enable (2017)
- Écart le plus grand à l'arrivée (depuis 1900) - Snowfall (2021), 16 longueurs
- Plus grosse cote - Vespa (1833) et Jet Ski Lady (1991), 50/1
- Plus basse cote - Pretty Polly (1904), 8/100
- Plus grand nombre de partants - 26, en 1848
- Plus faible nombre de partants - 4, en 1799 et 1904

## Palmarès depuis 1955
| Année | Vainqueur        | Pays        | Père            | Jockey            | Entraîneur          | Propriétaire                 | Deuxième           | Troisième           | Temps   |
| ----- | ---------------- | ----------- | --------------- | ----------------- | ------------------- | ---------------------------- | ------------------ | ------------------- | ------- |
| 2025  | Minnie Hauk      | Irlande     | Frankel         | Ryan Moore        | Aidan O'Brien       | Coolmore                     | Whirl              | Desert Flower       | 2'38"91 |
| 2024  | Ezeliya          | Irlande     | Dubawi          | Chris Hayes       | Dermot Weld         | S.A. Aga Khan                | Dance Sequence     | War Chimes          | 2'42"06 |
| 2023  | Soul Sister      | Royaume-Uni | Frankel         | Lanfranco Dettori | John & Thady Gosden | Lady Bamford                 | Savethelastdance   | Caernarfon          | 2'36"41 |
| 2022  | Tuesday          | Irlande     | Galileo         | Ryan Moore        | Aidan O'Brien       | Coolmore                     | Emily Upjohn       | Nashwa              | 2'37"83 |
| 2021  | Snowfall         | Irlande     | Deep Impact     | Lanfranco Dettori | Aidan O'Brien       | Coolmore                     | Mystery Angel      | Divinely            | 2'42"67 |
| 2020  | Love             | Irlande     | Galileo         | Ryan Moore        | Aidan O'Brien       | Coolmore                     | Ennistymon         | Frankly Darling     | 2'34"06 |
| 2019  | Anapurna         | Royaume-Uni | Frankel         | Lanfranco Dettori | John Gosden         | Helena Springfield Ltd       | Pink Dogwood       | Fleeting            | 2'36"09 |
| 2018  | Forever Together | Irlande     | Galileo         | Donnacha O'Brien  | Aidan O'Brien       | Coolmore                     | Wild Illusion      | Bye Bye Baby        | 2'40"39 |
| 2017  | Enable           | Royaume-Uni | Nathaniel       | Lanfranco Dettori | John Gosden         | Khalid Abdullah              | Rhododendron       | Alluringly          | 2'34"13 |
| 2016  | Minding          | Irlande     | Galileo         | Ryan Moore        | Aidan O'Brien       | Coolmore                     | Architecture       | Harlequeen          | 2'42"66 |
| 2015  | Qualify          | Irlande     | Fastnet Rock    | Colm O'Donoghue   | Aidan O'Brien       | Chantal Regalado-Gonzalez    | Legatissimo        | Lady of Dubaï       | 2'37"41 |
| 2014  | Taghrooda        | Royaume-Uni | Sea The Stars   | Paul Hanagan      | John Gosden         | Hamdan Al Maktoum            | Tarfasha           | Volume              | 2'34"89 |
| 2013  | Talent           | Royaume-Uni | New Approach    | Richard Hughes    | Ralph Beckett       | J.L.Rowsell & M.H.Dixon      | Secret Gesture     | The Lark            | 2'42"00 |
| 2012  | Was              | Irlande     | Galileo         | Seamus Heffernan  | Aidan O'Brien       | Coolmore                     | Shirocco Star      | The Fugue           | 2'38"68 |
| 2011  | Dancing Rain     | Royaume-Uni | Danehill Dancer | Johnny Murtagh    | William Haggas      | M.J.Taylor                   | Wonder of Wonders  | Izzi Top            | 2'41"73 |
| 2010  | Snow Fairy       | Royaume-Uni | Intikhab        | Ryan Moore        | Ed Dunlop           | Anamoine Ltd                 | Remember When      | Rumoush             | 2'35"77 |
| 2009  | Sariska          | Royaume-Uni | Pivotal         | Jamie Spencer     | Michael Bell        | Lady C. Bamford              | Midday             | High Heeled         | 2'35"28 |
| 2008  | Look Here        | Royaume-Uni | Hernando        | Seb Sanders       | Ralph Beckett       | Julian Richmond-Watson       | Moonstone          | Katiyra             | 2'36"89 |
| 2007  | Light Shift      | Royaume-Uni | Kingmambo       | Ted Durcan        | Henry Cecil         | Famille Niárchos             | Peeping Fawn       | All My Loving       | 2'40"38 |
| 2006  | Alexandrova      | Irlande     | Sadler's Wells  | Michael Kinane    | Aidan O'Brien       | Coolmore                     | Rising Cross       | Short Skirt         | 2'37"71 |
| 2005  | Eswarah          | Royaume-Uni | Unfuwain        | Richard Hills     | Michael Jarvis      | Hamdan Al Maktoum            | Something Exciting | Pictavia            | 2'39"00 |
| 2004  | Ouija Board      | Royaume-Uni | Cape Cross      | Kieren Fallon     | Ed Dunlop           | Comte Derby                  | All Too Beautiful  | Punctilious         | 2'35"41 |
| 2003  | Casual Look      | Royaume-Uni | Red Ransom      | Martin Dwyer      | Andrew Balding      | William S. Farish            | Yesterday          | Summitville         | 2'38"07 |
| 2002  | Kazzia           | Allemagne   | Zinaad          | Lanfranco Dettori | Saeed bin Suroor    | Godolphin                    | Quarter Moon       | Shadow Dancing      | 2'44"52 |
| 2001  | Imagine          | Irlande     | Sadler's Wells  | Michael Kinane    | Aidan O'Brien       | Diane Nagle & Coolmore       | Flight of Fancy    | Relifsh The Thought | 2'36"70 |
| 2000  | Love Divine      | Royaume-Uni | Diesis          | Richard Quinn     | Henry Cecil         | Lordship Stud                | Kalypso Katie      | Melika              | 2'43"11 |
| 1999  | Ramruma          | Royaume-Uni | Diesis          | Kieren Fallon     | Henry Cecil         | Prince Fahd bin Salman       | Noushkey           | Zahrat Dubaï        | 2'38"72 |
| 1998  | Shahtoush        | Irlande     | Alzao           | Michael Kinane    | Aidan O'Brien       | Diane Nagle & Coolmore       | Bahr               | Midnight Line       | 2'38"23 |
| 1997  | Reams of Verse   | Royaume-Uni | Nureyev         | Kieren Fallon     | Henry Cecil         | Khalid Abdullah              | Gazelle Royale     | Crown of Light      | 2'35"59 |
| 1996  | Lady Carla       | Royaume-Uni | Caerleon        | Pat Eddery        | Henry Cecil         | Wafic Saïd                   | Pricket            | Mezzogiorno         | 2'35"55 |
| 1995  | Moonshell        | Royaume-Uni | Sadler's Wells  | Lanfranco Dettori | Saeed bin Suroor    | Godolphin                    | Dance A Dream      | Pure Grain          | 2'35"44 |
| 1994  | Balanchine       | Royaume-Uni | Storm Bird      | Lanfranco Dettori | Hilal Ibrahim       | Godolphin                    | Wind In The Hair   | Hawajiss            | 2'40"37 |
| 1993  | Intrepidity      | France      | Sadler's Wells  | Michael Roberts   | André Fabre         | Cheikh Mohammed              | Royal Ballerina    | Oakmead             | 2'34"19 |
| 1992  | User Friendly    | Royaume-Uni | Slip Anchor     | George Duffield   | Clive Brittain      | Bill Gredley                 | All At Sea         | Pearl Angel         | 2'39"77 |
| 1991  | Jet Ski Lady     | Irlande     | Vaguely Noble   | Christy Roche     | Jim Bolger          | Maktoum Al Maktoum           | Shamshir           | Shadayid            | 2'37"30 |
| 1990  | Salsabil         | Royaume-Uni | Sadler's Wells  | Willie Carson     | John Dunlop         | Hamdan Al Maktoum            | Game Plan          | Knight's Baroness   | 2'38"70 |
| 1989  | Snow Bride       | Royaume-Uni | Blushing Groom  | Steve Cauthen     | Henry Cecil         | Saeed bin Maktoum al Maktoum | Roseate Tern       | Mamaluna            | 2'34"22 |
| 1988  | Diminuendo       | Royaume-Uni | Diesis          | Steve Cauthen     | Henry Cecil         | Cheikh Mohammed              | Sudden Love        | Animatrice          | 2'35"02 |
| 1987  | Unite            | Royaume-Uni | Kris            | Walter Swinburn   | Michael Stoute      | Cheikh Mohammed              | Bourbon Girl       | Three Tails         | 2'38"17 |
| 1986  | Midway Lady      | Royaume-Uni | Alleged         | Ray Cochrane      | Ben Hanbury         | Harry Ranier                 | Untold             | Maysoon             | 2'35"60 |
| 1985  | Oh So Sharp      | Royaume-Uni | Kris            | Steve Cauthen     | Henry Cecil         | Cheikh Mohammed              | Triptych           | Dubian              | 2'41"37 |
| 1984  | Circus Plume     | Royaume-Uni | High Top        | Lester Piggott    | John Dunlop         | Sir Robin McAlpine           | Media Luna         | Poquito Queen       | 2'38"97 |
| 1983  | Sun Princess     | Royaume-Uni | English Prince  | Willie Carson     | Dick Hern           | Sir Michael Sobell           | Acclimatise        | New Coins           | 2'40"98 |
| 1982  | Time Charter     | Royaume-Uni | Saritamer       | Billy Newnes      | Henry Candy         | Robert Barnett               | Slightly Dangerous | Last Feather        | 2'34"21 |
| 1981  | Blue Wind        | Irlande     | Lord Gayle      | Lester Piggott    | Dermot Weld         | Diana Firestone              | Madam Gay          | Leap Lively         | 2'40"93 |
| 1980  | Bireme           | Royaume-Uni | Grundy          | Willie Carson     | Dick Hern           | Dick Hollingsworth           | Vielle             | The Dancer          | 2'34"33 |
| 1979  | Scintillate      | Royaume-Uni | Sparkler        | Pat Eddery        | Jeremy Tree         | James Morrison               | Bonnie Isle        | Britannia's Rule    | 2'43"74 |
| 1978  | Fair Salinia     | Royaume-Uni | Petingo         | Greville Starkey  | Michael Stoute      | Sven Hanson                  | Dancing Maid       | Suni                | 2'36"82 |
| 1977  | Dunfermline      | Royaume-Uni | Royal Palace    | Willie Carson     | Dick Hern           | The Queen                    | Freeze The Secret  | Vaguely Deb         | 2'36"53 |
| 1976  | Pawneese         | France      | Carvin          | Yves Saint-Martin | Angel Penna, Sr.    | Daniel Wildenstein           | Roses For The Star | African Dancer      | 2'35"25 |
| 1975  | Juliette Marny   | Royaume-Uni | Blakeney        | Lester Piggott    | Jeremy Tree         | James Morrison               | Vals Girl          | Moonlight Night     | 2'39"10 |
| 1974  | Polygamy         | Royaume-Uni | Reform          | Pat Eddery        | Peter Walwyn        | Louis Freedman               | Furioso            | Matuta              | 2'39"39 |
| 1973  | Mysterious       | Royaume-Uni | Crepello        | Geoff Lewis       | Noel Murless        | George Pope Jr.              | Where You Lead     | Aureoletta          | 2'36"31 |
| 1972  | Ginevra          | Royaume-Uni | Shantung        | Tony Murray       | Ryan Price          | Charles St George            | Regal Exception    | Arkadina            | 2'39"35 |
| 1971  | Altesse Royale   | Royaume-Uni | Saint-Crespin   | Geoff Lewis       | Noel Murless        | Roger Hue-Williams           | Maina              | La Manille          | 2'36"95 |
| 1970  | Lupe             | Royaume-Uni | Primera         | Sandy Barclay     | Noel Murless        | Gladys Joel                  | State Pension      | Arctic Wave         | 2'41"46 |
| 1969  | Sleeping Partner | Royaume-Uni | Parthia         | John Gorton       | Doug Smith          | Comte de Rosebery            | Frontier Goddess   | Myastrid            | 2'39"94 |
| 1968  | La Lagune        | France      | Val de Loir     | Gérard Thiboeuf   | François Boutin     | Henry Berlin                 | Glad One           | Pandora Bay         | 2'41"66 |
| 1967  | Pia              | Royaume-Uni | Darius          | Edward Hide       | Bill Elsey          | Comtesse Batthyany           | St Pauli Girl      | Ludham              | 2'38"34 |
| 1966  | Valoris          | Irlande     | Tiziano         | Lester Piggott    | Vincent O'Brien     | Charles Clore                | Berkeley Springs   | Varinia             | 2'39"35 |
| 1965  | Long Look        | Irlande     | Ribot           | Jack Purtell      | Vincent O'Brien     | James Cox Brady Jr.          | Mabel              | Ruby's Princess     | 2'39"56 |
| 1964  | Homeward Bound   | Royaume-Uni | Alycidon        | Greville Starkey  | John Oxley          | Foster Robinson              | Windmill Girl      | La Bamba            | 2'49"36 |
| 1963  | Noblesse         | Irlande     | Mossborough     | Garnie Bougoure   | Paddy Prendergast   | Evelyn Olin                  | Spree              | Pouponne            | 2'39"36 |
| 1962  | Monade           | France      | Klairon         | Yves Saint-Martin | Joseph Lieux        | George Goulandris            | West Side Story    | Tender Annie        | 2'38"12 |
| 1961  | Sweet Solera     | Royaume-Uni | Solonaway       | Bill Rickaby      | Reginald Day        | Mrs Magnus Castello          | Ambergris          | Anne La Douce       | 2'39"24 |
| 1960  | Never Too Late   | France      | Never Say Die   | Roger Poincelet   | Étienne Pollet      | Mrs Howell Jackson           | Paimpont           | Imberline           | 2'39"12 |
| 1959  | Petite Étoile    | Royaume-Uni | Petition        | Lester Piggott    | Noel Murless        | Prince Aly Khan              | Cantelo            | Rose of Medina      | 2'35"48 |
| 1958  | Bella Paola      | France      | Ticino          | Max Garcia        | François Mathet     | François Dupré               | Mother Goose       | Cutter              | 2'40"48 |
| 1957  | Carrozza         | Royaume-Uni | Dante           | Lester Piggott    | Noel Murless        | The Queen                    | Silken Glider      | Rose Royale         | 2'37"24 |
| 1956  | Sicarelle        | France      | Sicambre        | Freddie Palmer    | François Mathet     | Suzy Volterra                | Janiari            | Yasmin              | 2'42"00 |
| 1955  | Meld             | Royaume-Uni | Alycidon        | Harry Carr        | Cecil Boyd-Rochfort | Lady Zia Wernher             | Ark Royal          | Reel In             | 2'47"48 |

## Lauréates précédentes
- 1954 - Sun Cap
- 1953 - Ambiguity
- 1952 - Frieze
- 1951 - Neasham Belle
- 1950 - Asmena
- 1949 - Musidora
- 1948 - Masaka
- 1947 - Imprudence
- 1946 - Steady Aim
- 1945 - Sun Stream
- 1944 - Hycilla
- 1943 - Why Hurry
- 1942 - Sun Chariot
- 1941 - Commotion
- 1940 - Godiva
- 1939 - Galatea
- 1938 - Rockfel
- 1937 - Exhibitionnist
- 1936 - Lovely Rosa
- 1935 - Quashed
- 1934 - Light Brocade
- 1933 - Chatelaine
- 1932 - Udaipur
- 1931 - Brulette
- 1930 - Rose of England
- 1929 - Pennycomequick
- 1928 - Toboggan
- 1927 - Beam
- 1926 - Short Story
- 1925 - Saucy Sue
- 1924 - Straitlace
- 1923 - Brownhylda
- 1922 - Pogrom
- 1921 - Love in Idleness
- 1920 - Charlebelle
- 1919 - Bayuda
- 1918 - My Dear
- 1917 - Sunny Jane
- 1916 - Fifinella
- 1915 - Snow Marten
- 1914 - Princess Dorrie
- 1913 - Jest
- 1912 - Mirska
- 1911 - Cherimoya
- 1910 - Rosedrop
- 1909 - Perola
- 1908 - Signorinetta
- 1907 - Glass Doll
- 1906 - Keystone
- 1905 - Cherry Lass
- 1904 - Pretty Polly
- 1903 - Our Lassie
- 1902 - Sceptre
- 1901 - Cap and Bells
- 1900 - La Roche
- 1899 - Musa
- 1898 - Airs and Graces
- 1897 - Limasol
- 1896 - Canterbury Pilgrim
- 1895 - La Sagesse
- 1894 - Amiable
- 1893 - Mrs Butterwick
- 1892 - La Flèche
- 1891 - Mimi
- 1890 - Memoir
- 1889 - L'Abbesse de Jouarre
- 1888 - Seabreeze
- 1887 - Reve d'Or
- 1886 - Miss Jummy
- 1885 - Lonely
- 1884 - Busybody
- 1883 - Bonny Jean
- 1882 - Geheimniss
- 1881 - Thebais
- 1880 - Jenny Howlet
- 1879 - Wheel of Fortune
- 1878 - Jannette
- 1877 - Placida
- 1876 - Camelia / Enguerrande
- 1875 - Spinaway
- 1874 - Apology
- 1873 - Marie Stuart
- 1872 - Reine
- 1871 - Hannah
- 1870 - Gamos
- 1869 - Brigantine
- 1868 - Formosa
- 1867 - Hippia
- 1866 - Tormentor
- 1865 - Regalia
- 1864 - Fille de l'Air
- 1863 - Queen Bertha
- 1862 - Feu de Joie
- 1861 - Brown Duchess
- 1860 - Butterfly
- 1859 - Summerside
- 1858 - Governess
- 1857 - Blink Bonny
- 1856 - Mincepie
- 1855 - Marchioness
- 1854 - Mincemeat
- 1853 - Catherine Hayes
- 1852 - Songstress
- 1851 - Iris
- 1850 - Rhedycina
- 1849 - Lady Evelyn
- 1848 - Cymba
- 1847 - Miami
- 1846 - Mendicant
- 1845 - Refraction
- 1844 - The Princess
- 1843 - Poison
- 1842 - Our Nell
- 1841 - Ghuznee
- 1840 - Crucifix
- 1839 - Deception
- 1838 - Industry
- 1837 - Miss Letty
- 1836 - Cyprian
- 1835 - Queen of Trumps
- 1834 - Pussy
- 1833 - Vespa
- 1832 - Galata
- 1831 - Oxygen
- 1830 - Variation
- 1829 - Green Mantle
- 1828 - Turquoise
- 1827 - Gulnare
- 1826 - Lilias
- 1825 - Wings
- 1824 - Cobweb
- 1823 - Zinc
- 1822 - Pastille
- 1821 - Augusta
- 1820 - Caroline
- 1819 - Shoveler
- 1818 - Corinne
- 1817 - Neva
- 1816 - Landscape
- 1815 - Minuet
- 1814 - Medora
- 1813 - Music
- 1812 - Manuella
- 1811 - Sorcery
- 1810 - Oriana
- 1809 - Maid of Orleans
- 1808 - Morel
- 1807 - Briseis
- 1806 - Bronze
- 1805 - Meteora
- 1804 - Pelisse
- 1803 - Theophania
- 1802 - Scotia
- 1801 - Eleanor
- 1800 - Ephemera
- 1799 - Bellina
- 1798 - Bellissima
- 1797 - Nike
- 1796 - Parisot
- 1795 - Platina
- 1794 - Hermione
- 1793 - Caelia
- 1792 - Volante
- 1791 - Portia
- 1790 - Hippolyta
- 1789 - Tag
- 1788 - Nightshade
- 1787 - Annette
- 1786 - Yellow Filly
- 1785 - Trifle
- 1784 - Stella
- 1783 - Maid of the Oaks
- 1782 - Ceres
- 1781 - Faith
- 1780 - Tetotum
- 1779 - Bridget